# Glossus
Glossus ist eine Muschel-Gattung und Typusgattung der Familie der Zungenmuscheln (Glossidae). Es gibt derzeit (2016) nur noch eine rezente Art, das Ochsenherz. Die große Mehrzahl der Glossus-Arten sind ausgestorben. Die ältesten Arten stammen aus dem Aptium (Unterkreide).

## Merkmale
Die großen, gleichklappigen Gehäuse erreichen eine Größe bis zu 10 cm. Sie sind ungleichseitig, die Wirbel sind etwas zum Vorderende hin versetzt. Der Gesamthabitus ist kugelig, der Querschnitt herzförmig. Die Wirbel sind stark nach eingerollt (orthogyr oder prosogyr), und sehr prominent.
Im heterodonten Schloss sind zwei Kardinalzähne vorhanden sowie ein hinterer Lateralzahn: Gelegentlich sind auch noch rudimentäre vordere Lateralzähne vorhanden. Das Ligament befindet sich extern hinter den Wirbeln und sitzt auf Nymphen. Die Lunula ist eingesenkt.
Die aragonitische Schale ist sehr dickwandig und stabil. Der innere Gehäuserand ist glatt. Die äußere Schalenschicht ist homogen oder besteht aus Kreuzlamellen, die innere Schicht ist komplex-kreuzlamellar. Die zwei Schließmuskeln sind annähernd gleich groß. Die Mantellinie ist ganzrandig und nicht eingebuchtet. Es sind keine Siphonen ausgebildet. Der Fuß ist beilförmig und besitzt einen Byssus.

## Geographische Verbreitung und Lebensraum
Die Arten der Gattung Glossus sind bzw. waren weltweit verbreitet. Die ältesten Formen stammen aus dem Aptium (Unterkreide).

## Taxonomie
Die Gattung Glossus wurde 1795 von Giuseppe Saverio Poli aufgestellt. Es ist die Typusgattung der Familie der Zungenmuscheln (Glossidae). Im Gegensatz zu den Aussagen von manchen Autoren ist die Gattung nicht monotypisch. Derzeit wird aber nur eine rezente Art als gültiges Taxon anerkannt. Isocardia ist ein jüngeres Synonym von Glossus. Die Worldwide Mollusc Species Database listet, neben der einzigen rezenten Art folgende ausgestorbene Arten auf:
- - †Glossus branneri White, 1887 (Kreide)
  - †Glossus bulbosus (Stephenson, 1941) (Oberkreide)
  - †Glossus burdigalensis (Deshayes, 1832) (Eozän) (mit zwei Unterarten: Glossus  burdigalensis burdigalensis und Glossus  burdigalensis cypriniformis (Nyst in Dewalque, 1868)[4])
  - †Glossus coutinhoanus White, 1887 (Oberkreide)
  - †Glossus fraterna Say, 1824 (Miozän)
  - †Glossus hendersoni Stephenson, 1941 (Kreide)
  - Ochsenherz (Glossus humanus (Linnaeus, 1758))
  - †Glossus ignoleus Glenn, 1904 (Miozän)
  - †Glossus irelandi Stephenson, 1941 (Kreide)
  - †Glossus lunulatus (Nyst, 1835) (Miozän)[5] (mit den zwei Unterarten Glossus lunulatus lunulatus und Glossus lunulatus crassus (Nyst & Westendorp, 1839)[4])
  - †Glossus markoei Conrad, 1842 (Miozän)
  - †Glossus marylandicus Schoonover, 1941 (Miozän)
  - †Glossus mazleus Glenn, 1904 (Miozän)
  - †Glossus parisiensis Deshayes, 1829 (Eozän)
  - †Glossus praecisus White, 1887 (Kreide)
  - †Glossus santamaria Ward, 1992 (Miozän)
  - †Glossus shumardi Stephenson, 1941 (Kreide)
  - †Glossus subsinuatus Forbes, 1846 (Kreide)
  - †Glossus subtransversus (d’Orbigny, 1852) (Paläogen)

Die Gattung wird im Treatise (von 1969) in sieben Untergattungen aufgeteilt:
- Glossus (Glossus) Poli, 1795 (die Nominatuntergattung)
- Glossus (Aralocardia) Vyalov, 1937 (Typusart: Isocardia eichwaldiana Romanovsky, 1890) (wird weiterhin als Untergattung von Glossus angesehen[6])
- Glossus (Cytherocardia) Sacco, 1900 (Typusart: Isocardia cytheroides Mayer, 1868) (wird heute als eigenständige Gattung zur Familie Vesicomyidae gestellt[7])
- Glossus (Meiocardia) H. Adams & A. Adams, 1857 (ist heute eine selbständige Gattung in der Familie Glossidae)
- Glossus (Miocardiella) Sacco, 1904 (Typusart: Miocardiella taurinensis Sacco, 1904) (systematische Stellung unklar, ist seit 1969 nicht mehr beschrieben worden)
- Glossus (Miocardiopsis) Glibert, 1936 (Typusart: Anisocardia eocaenica Bayan, 1873) (ist heute eine eigenständige Gattung innerhalb der Glossidae[8]) und
- Glossus (Sulcocardia) Rovereto, 1898 (Typusart: Isocardia justinensis Mayer, 1893) (gehört nicht zur Familie Glossidae[7]).

## Belege